# Britney Stevens
Britney Stevens (Los Ángeles, California; 24 de febrero de 1985) es una actriz pornográfica estadounidense.
Inició su carrera en la industria pornográfica en 2006 y ha realizado más de 400 filmaciones.
Es la hermana mayor de la estrella porno, Whitney Stevens. En julio de 2006 realizaron su primera escena juntas. Desde entonces, ellas han filmado ocho escenas pero jamás han tenido sexo entre sí.

## Premios
- 2009 Premios AVN nominada – Mejor Escena de Sexo de Mujeres en Pareja – Gape Lovers 2 (con Kelly Wells)[2]
- 2009 Premios AVN nominada – Mejor Escena de Sexo de Mujeres – Flower's Squirt Shower 5[2]
- 2009 Premios AVN nominada – Mejor Escena de Sexo de Mujeres – Squirt Gangbang 3[2]
- 2009 Premios AVN nominada – Mejor Escena de Sexo de Doble Penetración – Oil Overload[2]
- 2009 Premios AVN nominada – Mejor Escena de Sexo Outrageous – Squirt Gangbang 2[2]